# Trece días
Trece días (título original: Thirteen Days) es una película histórica de intriga del año 2000 dirigida por Roger Donaldson y con Kevin Costner como actor principal. Está basada en uno de los episodios más peligrosos de la Guerra Fría, la crisis de los misiles en Cuba, desde la perspectiva del gobierno de los Estados Unidos.

## Argumento
En octubre de 1962, fotografías aéreas obtenidas por un avión de vigilancia U-2 del Ejército de los Estados Unidos sobre la isla de Cuba revelan que los soviéticos están colocando armas nucleares en el país caribeño con alcance, en cuestión de minutos, a la costa este de los Estados Unidos. El presidente John F. Kennedy (Bruce Greenwood), y sus colaboradores deberán entonces idear un plan de acción para evitar que los soviéticos terminen la fase de armado de los misiles. Para ello idean un bloqueo para los  barcos rusos en el océano Atlántico, pero este bloqueo puede ser tomado como un acto de guerra por Nikita Jruschov, secretario del Partido Comunista de la URSS y desatar la Tercera Guerra Mundial. 
Esta crisis transcurre en un lapso de trece días y termina con un acuerdo en el último momento con la URSS. En ese acuerdo ellos retiran las armas nucleares de Cuba a cambio de una garantía de que Estados Unidos no atacará Cuba para siempre, además de una garantía adicional secreta de que también retirarán más tarde bajo una tapadera los misiles de Turquía.

## Reparto
- Kevin Costner: Kenny O'Donnell
- Bruce Greenwood: John F. Kennedy
- Stephanie Romanov: Primera dama Jacqueline Kennedy.
- Steven Culp: Robert F. Kennedy
- Dylan Baker: Robert McNamara
- Lucinda Jenney: Helen O'Donnell
- Michael Fairman: Embajador de EE. UU. ante la ONU Adlai Stevenson.
- Bill Smitrovich: Gen. Maxwell Taylor
- Olek Krupa: Ministro soviético del exterior Andréi Gromyko.
- Henry Strozier: Secretario de estado de EE. UU. Dean Rusk
- Walter Adrian: Vicepresidente Lyndon B. Johnson
- Peter White: Director de la CIA John McCone.
- Boris Lee Krutonog: Espía de la KGB Aleksandr Fomin.

## Producción
Para hacer el guion se utilizaron documentos de la CIA y grabaciones reales hechas en la Casa Blanca.